# Luiz Carlos Prates
Luiz Carlos Prates (Santiago, Estat de Rio Grande do Sul, 26 de gener de 1943) és un escriptor, periodista, i psicòleg brasiler.
Es va llicenciar en psicologia als anys 70 a la Pontifícia Universitat Catòlica de Rio Grande do Sul. Va ser locutor esportiu de televisió per a quatre torneigs de la Copa del Món de Futbol del 1978 al 1990. Del 2011 al 2015 va treballar a SBT Santa Catarina. Des de l'abril de 2018 treballa amb el Grup Comunicacions RIC. Entre les seves característiques dialèctiques, es pot destacar la vena sempre polèmica i el to sever.